# Hemipeplus mexicanus
Hemipeplus mexicanus es una especie de coleóptero de la familia Mycteridae.

## Distribución geográfica
Habita en Guatemala y México.